# MissiePoo16
Missiepoo16 is een korte film uit 2007 die is geproduceerd in het kader van Kort! 7. De film heeft een Gouden Kalf gewonnen.

## Inhoud
Rosan is een veertienjarig meisje dat communiceert via haar videodagboek onder de gebruikersnaam Missiepoo16, waarin ze haar eigen kijk op de werkelijkheid schetst. Gaandeweg leren we haar kennen en haar moeizame verhouding met haar moeder en haar nieuwe vriend. Ze is van plan hem een gemene streek te leveren.

## Vorm
De film heeft de vorm van een met een webcam opgenomen videodagboek met foto's en in-beeld-tekst, zoals tieners zelf maken.

## Rolverdeling
- Annabel van Lieshout: Rosan
- Saskia Temmink: Lies
- Michaël van Buuren: Ernest
- Lilou Dekker: Kim